# Barnby Moor
Barnby Moor är en ort och civil parish i Storbritannien.   Den ligger i grevskapet Nottinghamshire och riksdelen England, i den sydöstra delen av landet, 210 km norr om huvudstaden London. Barnby Moor ligger 21 meter över havet och antalet invånare är 257.
Terrängen runt Barnby Moor är platt. Runt Barnby Moor är det ganska tätbefolkat, med 172 invånare per kvadratkilometer. Närmaste större samhälle är Worksop, 9,8 km sydväst om Barnby Moor. Trakten runt Barnby Moor består till största delen av jordbruksmark.